# رابطة الأندية المصرية
رابطة الأندية المحترفة المصرية هي التي تقوم بإدارة الدوري المصري الممتاز و أسست كأس الرابطة المصرية، وذلك على غرار ما يحدث في معظم الدوريات في العالم، ولعل أشهر وأقوى روابط الأندية في العالم هي رابطة الدوري الإنجليزي، والتي تدير المسابقة الأعلى دخلاً في العالم.

## وظائف رابطة الأندية المحترفة المصرية
هناك مجموعة من الوظائف وهي كالآتي:
1. تشكيل لجنة لإدارة الدوري المصري الممتاز
2. إدارة الحقوق التسويقية والتجارية وحقوق الرعاية التلفزيونية والإعلانية للدوري الممتاز
3. إدارة العوائد المالية للرابطة وتحديد نسب توزيعها على الأندية.
4. تعديل لائحة النظام الأساسي للرابطة بعد اعتمادها من اتحاد الكرة والجمعية العمومية.
وبذكر الجمعية العمومية لرابطة الأندية المحترفة المصرية، فإن لها هي الأخرى مجموعة من الوظائف، وهي:
1. اعتماد أو تعديل لائحة النظام الأساسي للرابطة.
2. انتخاب أعضاء المكتب التنفيذي للرابطة.
3. اعتماد الميزانية.
4. اعتماد تقرير المكتب التنفيذي للرابطة في نهاية كل عام.
5. تحديد رسوم الاشتراك.
6. تعيين مراقب الحسابات وتحديد مكافأته.
7. النظر في الاقتراحات المقدمة من الأندية العضوة في الرابطة.
8. الموافقة على أساليب بيع الحقوق وتوزيع العوائد

## أعضاء رابطة الأندية المحترفة المصرية
تتكون رابطة الأندية المحترفة المصرية من عضو من كل نادٍ مشارك في الدوري المصري الممتاز، بالإضافة إلى عضوين يتم تزكيتهما من اتحاد الكرة.
أما اللجنة التنفيذية فتتكون من 5 أشخاص، بالإضافة إلى ممثلين لاتحاد الكرة، وقد تم اختيار الأسماء الآتية
| مجلس إدارة الرابطة                      | مجلس إدارة الرابطة | مجلس إدارة الرابطة |
| المنصب                                  | الاسم              | النادي             |
| --------------------------------------- | ------------------ | ------------------ |
| الرئيس                                  | أحمد دياب          | العديد من الأندية  |
| نائب الرئيس                             | عماد متعب          | الأهلي             |
| عضو ومشرف لجنة المسابقات                | عامر حسين          | الاتحاد            |
| عضو                                     | شريف صالح          | المصري             |
| عضو                                     | خالد شكري          | مقاعد العضوية      |
| عضو                                     | أحمد محمد هاشم     | مقاعد العضوية      |
| عضو                                     | صفي الدين بسيوني   | اتحاد الكرة        |
| عضو ومتحدث رسمي                         | ثروت سويلم         | اتحاد الكرة        |
| مستشارا لمجلس الرابطة للعلاقات الخارجية | خالد رفعت          | الزمالك            |

## روابط خارجية
- الموقع الرسمي